# Caspaser
Caspaser är en grupp av cystein-beroende aspartat-specifika proteaser som finns hos metazoer (djur). Denna grupp av proteaser är inblandade i programmerad celldöd, apoptos, och för att inducera inflammation som en del av immunförsvaret. Olika caspaser har olika aktivitet beroende på målprotein (vilken specifik sekvens caspaset klyver).
I andra eukaryota fyla som svampar, växter eller "protister" finns endast metacaspaser och paracaspaser.